# Gymnochila lepidoptera
Gymnochila lepidoptera là một loài bọ cánh cứng trong họ Trogossitidae. Loài này được Leconte miêu tả khoa học năm 1976.